# Spliethoff-S-Typ
Der Spliethoff-S-Typ (auch als S-Klasse bezeichnet) ist ein Frachtschiffstyp der niederländischen Reederei Spliethoff.

## Geschichte
Die Schiffe wurden zwischen 1999 und 2004 auf verschiedenen Werften gebaut. Sechs Schiffe entstanden auf den japanischen Werften Mitsubishi Heavy Industries und Tsuneishi Shipbuilding Co., die jeweils drei Einheiten bauten. Fünf Schiffe wurden auf der polnischen Werft Stocznia Szczecińska Nowa in Stettin gebaut. Sie sind etwas länger und breiter als die in Japan gebauten Einheiten.
Auf dem S-Typ basiert der S2L-Typ, von dem 2004 und 2005 drei Einheiten auf der Werft Stocznia Szczecińska Nowa gebaut wurden.
Die Schiffe gehören verschiedenen Einschiffsgesellschaften. Sie werden von Spliethoff in der weltweiten Fahrt eingesetzt.

## Beschreibung
Die Schiffe werden von einem Viertakt-Sechszylinder-Dieselmotor des Motorenherstellers Wärtsilä (Typ: 6L64) mit 12060 kW Leistung angetrieben. Sie wirken über ein Untersetzungsgetriebe auf einen Verstellpropeller. Die Motoren wurden von Fincantieri – Cantieri Navali Italiani in Triest in Lizenz gebaut. 2014 und 2015 wurden die Schiffe mit Scrubbern nachgerüstet. Die Schiffe sind mit einem Bugstrahlruder ausgerüstet.
Die Schiffe verfügen über drei Laderäume mit einer Kapazität von insgesamt 23.820 m³. Laderaum 1 ist relativ klein. Er befindet sich direkt hinter der Back und ist 6,4 Meter lang und 7,6 Meter breit. Laderaum 2 ist 25,6 Meter lang und 11,88 Meter hoch. Auf etwa die Hälfte der Länge ist er 15,2 Meter, dahinter dann 17,8 Meter breit. Im vorderen Bereich verjüngt er sich durch seitliche Tanks etwas. Laderaum 3 ist insgesamt 74,67 Meter lang. Er verfügt über zwei Luken. Die vordere Luke ist 38,4 Meter, die hintere 32,0 Meter lang. Der Laderaum ist im Bereich der vorderen Luke 17,8 Meter und im Bereich der hinteren Luke 20,4 Meter breit. Auf einer Länge von 68,26 Meter ist er 14,38 Meter hoch, die hinteren 6,41 Meter sind baulich bedingt auf eine Höhe von 6,25 Meter beschränkt. Laderaum 3 verjüngt sich durch seitliche Tanks im hinteren Bereich. Die Schiffe sind mit 16 Zwischendeckpontons ausgerüstet, mit denen Laderaum 2 auf einer Höhe und Laderaum 3 auf drei Höhen unterteilt werden können. Die Zwischendeckpontons können auch als Schotten genutzt und die Laderäume 2 und 3 damit in 14 Abteilungen aufgeteilt werden. Auf der Back befindet sich ein Wellenbrecher zum Schutz vor überkommendem Wasser.
Die Tankdecke kann mit 20 t/m², das Zwischendeck an verschiedenen Positionen mit 5, 5,5 bzw. 7,5 t/m² und die Lukendeckel mit 2 t/m² belastet werden. Auf der Tankdecke stehen 1.620 m², auf dem Zwischendeck 1.834 m² und auf den Lukendeckeln 2.155 m² Fläche zur Verfügung.
Die Schiffe sind im Mittschiffsbereich auf der Steuerbordseite mit fünf Lastenaufzügen und drei Seitenpforten ausgestattet. Die Lastenaufzüge sind in seitlichen Schächten untergebracht. Sie können 16 t heben und Tankdecke und Zwischendeck bedienen. Die Seitenpforten werden zum Öffnen nach oben gefahren und dann aufgeklappt. Hierdurch entsteht durch die Pforten ein gedeckter Bereich neben dem Schiff, der einen Wetterschutz für das Umschlagsgut darstellt. Der Ladungsumschlag über die Lastenaufzüge und Seitenpforten erfolgt mit Gabelstaplern.
Die Schiffe sind mit drei NMF-Kranen ausgerüstet. Der vordere Kran befindet sich im Bereich von Laderaum 2 auf der Steuerbordseite, die anderen beiden Krane befinden sich im Bereich von Laderaum 3 auf der Backbordseite. Die Kapazität der Krane beträgt jeweils 120 t.
Die Containerkapazität der Schiffe beträgt 1.134 TEU. Für Kühlcontainer stehen 120 Anschlüsse bereit.
Das Deckshaus befindet sich im hinteren Bereich der Schiffe. Der Rumpf der Schiffe ist eisverstärkt (Eisklasse 1A).

## Schiffe
| S-Typ                                                             | S-Typ                               | S-Typ       | S-Typ                                             |
| Bauname                                                           | Bauwerft Baunummer                  | IMO- Nummer | Kiellegung Stapellauf Ablieferung                 |
| ----------------------------------------------------------------- | ----------------------------------- | ----------- | ------------------------------------------------- |
| Schippersgracht                                                   | Mitsubishi Heavy Industries 1060    | 9197363     | 18. Juni 1999 17. Januar 2000                     |
| Singelgracht                                                      | Mitsubishi Heavy Industries 1061    | 9197375     | 30. August 1999 9. November 1999 25. Februar 2000 |
| Spiegelgracht                                                     | Tsuneishi Shipbuilding Co. 1172     | 9197911     | 27. April 1999 28. August 1999 19. April 2000     |
| Slotergracht                                                      | Tsuneishi Shipbuilding Co. 1173     | 9197947     | 13. September 1999 22. Dezember 1999 8. Juni 2000 |
| Stadiongracht                                                     | Stocznia Szczecinska Nowa B587/IV/1 | 9202508     | 2. Dezember 1999 29. September 2000               |
| Scheldegracht                                                     | Stocznia Szczecinska Nowa B587/IV/2 | 9202510     | 18. Januar 2000 15. April 2000 4. Dezember 2000   |
| Sluisgracht                                                       | Stocznia Szczecinska Nowa B587/IV/3 | 9202522     | 4. April 2000 10. Juni 2000 15. Februar 2001      |
| Spuigracht                                                        | Stocznia Szczecinska Nowa B587/IV/4 | 9202534     | 9. Mai 2000 30. März 2001                         |
| Snoekgracht                                                       | Mitsubishi Heavy Industries 1062    | 9202546     | 11. November 1999 12. Januar 2000 31. März 2000   |
| Spaarnegracht                                                     | Tsuneishi Shipbuilding Co. 1174     | 9202558     | 27. Dezember 1999 19. April 2000 31. August 2000  |
| Statengracht                                                      | Stocznia Szczecinska Nowa B587/IV/5 | 9288045     | 6. Oktober 2003 15. März 2004 12. Juli 2004       |
| Daten: Lloyd’s Register / Stichting Maritiem-Historische Databank |                                     |             |                                                   |

Die Schiffe fahren unter der Flagge der Niederlande. Heimathafen ist Amsterdam.